# 内蒂·史蒂文斯
内蒂·玛丽亚·史蒂文斯（英語：Nettie Maria Stevens，1861年7月7日—1912年5月4日）是早期的美国遗传学家。1905年，她与埃德蒙·比彻·威尔逊（1856-1939）首先（独立）正确提出了染色体与具体性状的关系。

## 早期生活和教育
1861年7月7日内蒂·玛丽亚·史蒂文斯出生于佛蒙特州卡文迪许，她的母亲去世后父亲再婚，全家搬到马萨诸塞州韦斯特福德。1880年史蒂文斯从韦斯特福德学院毕业。
史蒂文斯在高中教课同时担任图书管理员。她的教学内容包括生理和生态的课程，以及数学，拉丁文和英语。她对动物学产生兴趣可能受到马萨葡萄园岛附近的暑期课程的影响。
教了三个学期后，她继续在韦斯特菲尔师范学校（现在的韦斯特菲尔德州立大学）用两年时间完成了四年课程，并以班上最高分毕业。
随后她开始在斯坦福大学学习，1900年获得硕士学位。她还完成了一年的生理学组织学细胞学的研究生工作。史蒂文斯在布林莫爾學院继续她的细胞学研究，在那里她获得了博士学位并开始参与生物系主任埃德蒙·比彻·威尔逊和继任者托马斯·亨特·摩尔根的工作。
在她在布林莫尔的第一年获得了生物学研究生奖学金。次年，她被任命为总统的欧洲研究员，在德国的维尔茨堡大学学习。她还在黑尔戈兰岛和那不勒斯动物园站研究海洋生物。她接受了布林莫尔的博士学位后，1904-1905年华盛顿卡内基学院担任助教。 

## 延伸阅读
- Brush, S G. . Isis; an international review devoted to the history of science and its cultural influences (United States). Jun 1978, 69 (247): 163–72. ISSN 0021-1753. PMID 389882. doi:10.1086/352001.
- Ogilvie, M B; Choquette C J. . Proceedings of the American Philosophical Society (United States). Aug 1981, 125 (4): 292–311. ISSN 0003-049X. PMID 11620765.
- Gilgenkrantz, Simone. . Med Sci (Paris) (France). Oct 2008, 24 (10): 874–78. ISSN 0767-0974. PMID 18950586. doi:10.1051/medsci/20082410874.